# Mozart (calciatore)
Mozart Santos Batista Júnior, noto come Mozart (Curitiba, 8 novembre 1979), è un allenatore di calcio ed ex calciatore brasiliano di ruolo centrocampista, tecnico del Coritiba.

## Caratteristiche tecniche
Era un centrocampista abile nel dettare i tempi di gioco.

## Carriera

### Giocatore

#### Inizi in Brasile
Inizia la sua carriera professionistica con il Coritiba, squadra della Série A brasiliana con cui disputa 18 partite nella stagione 1999. L'anno seguente viene ceduto al Flamengo, sempre in prima divisione, con cui totalizza 10 presenze.

#### Reggina
Nella stagione 2000-2001 Mozart approda nel calcio italiano: a volerlo è la Reggina. A causa della concorrenza nel suo ruolo, il primo anno si conclude con sole 12 gare giocate di Serie A, una rete segnata e la retrocessione in Serie B. Nel 2001-2002 conquista una maglia da titolare, collezionando 36 presenze e mettendo a segno 2 gol, con la squadra che fa ritorno nella massima serie. Nelle tre stagioni seguenti, il brasiliano diventerà una colonna fondamentale del centrocampo amaranto, indossando per di più la fascia di capitano nel 2004-2005, con 89 presenze a referto e 2 reti segnate in ciascuna delle tre annate.

#### Spartak Mosca
Nell'agosto 2005 il giocatore si trasferisce allo Spartak Mosca, squadra del campionato russo di massima divisione. Conclude il campionato russo 2005 collezionando 7 presenze, mentre nella stagione 2006, con 22 presenze all'attivo, torna al gol segnando 2 reti. Fra 2007 e 2008 totalizza 39 presenze e altre 3 reti.
L'8 aprile 2009 rescinde di comune accordo il suo contratto con lo Spartak, lasciando la squadra russa dopo 106 partite disputate e 13 reti realizzate tra campionato e coppe.

#### Palmeiras, Livorno e ritiro
Il 24 aprile viene quindi annunciato il suo trasferimento ai brasiliani del Palmeiras. Tuttavia, tre mesi dopo il suo ingaggio, rescinde il contratto per il poco spazio concesso.
Il 27 agosto 2009 viene acquistato ufficialmente dal Livorno.
A Livorno non riesce ad evitare la retrocessione in Serie B. Alla fine della stagione 2009-2010 rimane svincolato, e decide così di ritirarsi.

#### Shanghai Shenxin
Nel 2012 torna per un breve periodo al calcio giocato, in Cina allo Shanghai Shenxin, senza però raccogliere nessuna presenza.

### Allenatore

#### Gli inizi
Nel giugno 2013, intraprende la carriera da allenatore e riceve il suo primo incarico dal Canoinhas, club militante nella seconda divisione del campeonato Catarinense, ma viene esonerato senza guidare la squadra in una sola partita, a causa di alcune divergenze con il consiglio del club. Il 20 giugno 2013, sempre nello stato di Santa Catarina, viene ingaggiato dal Jaraguá in terza divisione.

#### Reggina
Nel luglio 2014 assume il ruolo di collaboratore tecnico dell'allenatore Francesco Cozza alla Reggina e a novembre dello stesso anno, in seguito alle dimissioni di quest'ultimo, viene incaricato allenatore della squadra, nonché collaboratore di Pierantonio Tortelli.
Dal 10 dicembre 2014 ritorna al ruolo di collaboratore tecnico. Nel 2016 ottiene il patentino che gli consente di allenare club di Lega Pro.

#### Coritiba e CSA
Nel dicembre del 2015, torna al Coritiba, club che lo aveva lanciato nel calcio, inizialmente come assistente allenatore della squadra Under 20 e successivamente nominato allenatore della squadra a dicembre. Nella stagione 2019-2020 viene promosso in Prima Squadra come vice allenatore di Eduardo Barroca, venendo chiamato a guidare il Glorioso per una partita dopo l'esonero di Barroca; torna al suo ruolo di vice quando arriva la nomina di Jorginho come nuovo allenatore, lasciando il club alla fine dell'agosto 2020.
Il 18 settembre 2020 viene nominato allenatore del CSA. Il 18 aprile 2021 lascia il club di Maceió, con il quale ha raccolto 44 partite, di cui 20 vittorie, 15 pareggi e 9 sconfitte.

#### Chapecoense e Cruzeiro
Nella serata del 18 aprile 2021 diventa ufficialmente il nuovo allenatore della Chapecoense fino al termine della stagione. Dopo aver guidato la squadra in appena otto partite, è stato licenziato il 27 maggio.
Il 10 giugno 2021 viene ingaggiato dal Cruzeiro, in Série B. I risultati non eccellenti, portano il tecnico a dimettersi il 30 luglio seguente, venendo sostituito da Vanderlei Luxemburgo.

#### Ritorno al CSA
Quattro mesi dopo il suo addio, il 30 agosto 2021 fa ritorno al CSA, conducendolo al 5º posto in Série B.
Il 13 giugno 2022, a seguito della sconfitta in campionato contro la Tombense, Mozart rassegna le sue dimissioni. 

#### Guarani e Atletico Goianiense
Il 28 giugno 2022 viene ingaggiato dal Guarani, in Serie B brasiliana. Nel febbraio 2023 viene esonerato a seguito della sconfitta per 1-0 contro la Ferroviária, valida per il Campeonato Paulista.
Il 12 marzo 2023 è stato ingaggiato dall'Atl. Goianiense. Il 9 aprile vince il Campeonato Goiano, conquistando il suo primo trofeo da allenatore. 
Il 1° maggio viene esonerato, a seguito di un pareggio per 1-1 in campionato contro la Tombense.

#### Mirassol
Tre giorni dopo esser stato esonerato dall'Atlético Goianiense, viene ingaggiato come nuovo allenatore del Mirassol, firmando un contratto fino alla fine dell'anno. Chiude il campionato al 6º posto, venendo riconfermato per la prossima stagione.
Nella stagione successiva ottiene una storica promozione in Serie A piazzandosi al secondo posto.

#### Ritorno al Coritiba
Il 4 dicembre 2024 ritorno al Coritiba, con cui sottoscrive un accordo fino al 31 dicembre 2025.

## Statistiche

### Presenze e reti nei club
Statistiche aggiornate al 30 giugno 2010.
| Stagione             | Squadra              | Campionato           | Campionato | Campionato | Coppe nazionali | Coppe nazionali | Coppe nazionali | Coppe continentali | Coppe continentali | Coppe continentali | Altre coppe | Altre coppe | Altre coppe | Totale | Totale |
| Stagione             | Squadra              | Comp                 | Pres       | Reti       | Comp            | Pres            | Reti            | Comp               | Pres               | Reti               | Comp        | Pres        | Reti        | Pres   | Reti   |
| -------------------- | -------------------- | -------------------- | ---------- | ---------- | --------------- | --------------- | --------------- | ------------------ | ------------------ | ------------------ | ----------- | ----------- | ----------- | ------ | ------ |
| 1999                 | Coritiba             | A                    | 18+14      | 0+0        | CB              | 5               | 0               | -                  | -                  | -                  | SpL         | 2           | 0           | 39     | 0      |
| gen. 2000            | Coritiba             | A                    | 0          | 0          | CB              | 0               | 0               | -                  | -                  | -                  | CSM         | 2           | 0           | 2      | 0      |
| Totale Coritiba      | Totale Coritiba      | Totale Coritiba      | 32         | 0          |                 | 5               | 0               |                    | -                  | -                  |             | 4           | 0           | 41     | 0      |
| gen.-lug. 2000       | Flamengo             | A                    | 11+15      | 0          | CB              | 7               | 1               | CM                 | 1                  | 0                  | CdC         | 4           | 0           | 38     | 1      |
| 2000-2001            | Reggina              | A                    | 12         | 1          | CI              | 0               | 0               | -                  | -                  | -                  | -           | -           | -           | 12     | 1      |
| 2001-2002            | Reggina              | B                    | 36         | 2          | CI              | 2               | 1               | -                  | -                  | -                  | -           | -           | -           | 38     | 3      |
| 2002-2003            | Reggina              | A                    | 28+2       | 2          | CI              | 4               | 1               | -                  | -                  | -                  | -           | -           | -           | 32     | 3      |
| 2003-2004            | Reggina              | A                    | 26         | 2          | CI              | 1               | 0               | -                  | -                  | -                  | -           | -           | -           | 27     | 2      |
| 2004-2005            | Reggina              | A                    | 35         | 2          | CI              | 1               | 0               | -                  | -                  | -                  | -           | -           | -           | 36     | 2      |
| lug.-ago. 2005       | Reggina              | A                    | -          | -          | CI              | 2               | 1               | -                  | -                  | -                  | -           | -           | -           | 2      | 1      |
| Totale Reggina       | Totale Reggina       | Totale Reggina       | 140        | 9          |                 | 10              | 3               |                    | -                  | -                  |             | -           | -           | 150    | 12     |
| 2005                 | Spartak Mosca        | PL                   | 7          | 0          | KR              | 6               | 2               | -                  | -                  | -                  | -           | -           | -           | 13     | 2      |
| 2006                 | Spartak Mosca        | PL                   | 22         | 4          | KR              | 6               | 1               | UCL+CU             | 10+2               | 1+0                | SR          | 1           | 1           | 41     | 7      |
| 2007                 | Spartak Mosca        | PL                   | 18         | 1          | KR              | 0               | 0               | UCL+CU             | 2+5                | 0+1                | SR          | 1           | 0           | 26     | 2      |
| 2008                 | Spartak Mosca        | PL                   | 21         | 2          | KR              | 1               | 0               | UCL+CU             | 2+2                | 0+0                | -           | -           | -           | 26     | 2      |
| Totale Spartak Mosca | Totale Spartak Mosca | Totale Spartak Mosca | 68         | 7          |                 | 13              | 3               |                    | 23                 | 2                  |             | 2           | 1           | 106    | 13     |
| gen.-ago. 2009       | Palmeiras            | A                    | 6          | 0          | -               | -               | -               | CL                 | 2                  | 0                  | -           | -           | -           | 8      | 0      |
| ago. 2009-2010       | Livorno              | A                    | 25         | 0          | CI              | 1               | 0               | -                  | -                  | -                  | -           | -           | -           | 26     | 0      |
| 2012                 | Shanghai Shenxin     | SL                   | 0          | 0          | CC              | 0               | 0               | -                  | -                  | -                  | -           | -           | -           | 0      | 0      |
| Totale carriera      | Totale carriera      | Totale carriera      | 297        | 16         |                 | 36              | 7               |                    | 25                 | 2                  |             | 10          | 1           | 368    | 26     |

### Statistiche da allenatore
Statistiche aggiornate al 27 dicembre 2024.
| Stagione        | Squadra         | Campionato      | Campionato | Campionato | Campionato | Campionato | Coppe nazionali | Coppe nazionali | Coppe nazionali | Coppe nazionali | Coppe nazionali | Coppe continentali | Coppe continentali | Coppe continentali | Coppe continentali | Coppe continentali | Altre coppe | Altre coppe | Altre coppe | Altre coppe | Altre coppe | Totale | Totale | Totale | Totale | % Vittorie | Piazzamento  |
| Stagione        | Squadra         | Comp            | G          | V          | N          | P          | Comp            | G               | V               | N               | P               | Comp               | G                  | V                  | N                  | P                  | Comp        | G           | V           | N           | P           | G      | V      | N      | P      | %          | Piazzamento  |
| --------------- | --------------- | --------------- | ---------- | ---------- | ---------- | ---------- | --------------- | --------------- | --------------- | --------------- | --------------- | ------------------ | ------------------ | ------------------ | ------------------ | ------------------ | ----------- | ----------- | ----------- | ----------- | ----------- | ------ | ------ | ------ | ------ | ---------- | ------------ |
| giu. 2013       | Canoinhas       | 2DIV.           | 0          | 0          | 0          | 0          | -               | -               | -               | -               | -               | -                  | -                  | -                  | -                  | -                  | -           | -           | -           | -           | -           | 0      | 0      | 0      | 0      | —          | Eson.        |
| giu.-nov. 2013  | Jaraguá         | 3DIV.           | 18         | 13         | 3          | 2          | -               | -               | -               | -               | -               | -                  | -                  | -                  | -                  | -                  | -           | -           | -           | -           | -           | 18     | 13     | 3      | 2      | 72,22      | 9º           |
| ago. 2020       | Coritiba        | A               | 1          | 1          | 0          | 0          | -               | -               | -               | -               | -               | -                  | -                  | -                  | -                  | -                  | -           | -           | -           | -           | -           | 1      | 1      | 0      | 0      | 100,00&    | Ad interim   |
| set.-dic. 2020  | CSA             | B               | 29         | 14         | 10         | 5          | CB+CdN          | 0               | 0               | 0               | 0               | -                  | -                  | -                  | -                  | -                  | CA          | 0           | 0           | 0           | 0           | 29     | 14     | 10     | 5      | 48,28      | Sub., 5º     |
| gen.-apr. 2021  | CSA             | B               | -          | -          | -          | -          | CB+CdN          | 2+9             | 1+2             | 1+4             | 0+3             | -                  | -                  | -                  | -                  | -                  | CA          | 5           | 3           | 2           | 0           | 16     | 6      | 7      | 3      | 37,50      | Dimis.       |
| apr.-mag. 2021  | Chapecoense     | A               | -          | -          | -          | -          | CB              | 0               | 0               | 0               | 0               | -                  | -                  | -                  | -                  | -                  | CC          | 8           | 3           | 3           | 2           | 8      | 3      | 3      | 2      | 37,50      | Sub., Eson.  |
| giu.-lug. 2021  | Cruzeiro        | B               | 13         | 2          | 7          | 4          | CB              | 0               | 0               | 0               | 0               | -                  | -                  | -                  | -                  | -                  | CC          | 0           | 0           | 0           | 0           | 13     | 2      | 7      | 4      | 15,38      | Sub., Dimis. |
| set.-dic. 2021  | CSA             | B               | 17         | 10         | 4          | 3          | CB+CdN          | 0               | 0               | 0               | 0               | -                  | -                  | -                  | -                  | -                  | CA          | 0           | 0           | 0           | 0           | 17     | 10     | 4      | 3      | 58,82      | Sub., 5º     |
| gen.-giu. 2022  | CSA             | B               | 10         | 1          | 7          | 2          | CB+CdN          | 4+9             | 1+4             | 1+2             | 2+3             | -                  | -                  | -                  | -                  | -                  | CA          | 9           | 6           | 2           | 1           | 34     | 13     | 12     | 9      | 38,24      | Dimis.       |
| Totale CSA      | Totale CSA      | Totale CSA      | 56         | 25         | 21         | 10         |                 | 24              | 8               | 8               | 8               |                    |                    |                    |                    |                    |             | 14          | 9           | 3           | 1           | 96     | 43     | 34     | 19     | 44,79      |              |
| giu.-dic. 2022  | Guarani         | B               | 23         | 11         | 5          | 7          | CB              | -               | -               | -               | -               | -                  | -                  | -                  | -                  | -                  | A1/SP       | -           | -           | -           | -           | 23     | 11     | 5      | 7      | 47,83      | Sub. 10°     |
| gen.-mar. 2023  | Guarani         | B               | -          | -          | -          | -          | CB              | -               | -               | -               | -               | -                  | -                  | -                  | -                  | -                  | A1/SP       | 12          | 4           | 2           | 6           | 12     | 4      | 2      | 6      | 33,33      | Eson.        |
| Totale Guarani  | Totale Guarani  | Totale Guarani  | 23         | 11         | 5          | 7          |                 | -               | -               | -               | 8               |                    |                    |                    |                    |                    |             | 12          | 4           | 2           | 6           | 35     | 15     | 7      | 13     | 42,86      |              |
| gen.-mag. 2023  | Atl. Goianiense | B               | 3          | 1          | 2          | 0          | CB              | 1               | 0               | 1               | 0               | -                  | -                  | -                  | -                  | -                  | CG          | 3           | 2           | 0           | 1           | 13     | 2      | 8      | 3      | 15,38      | Eson.        |
| mag.-dic. 2023  | Mirassol        | B               | 33         | 16         | 8          | 9          | CB              | -               | -               | -               | -               | -                  | -                  | -                  | -                  | -                  | A1/SP       | -           | -           | -           | -           | 33     | 16     | 8      | 9      | 48,48      | Sub. 6°      |
| 2024            | Mirassol        | B               | 38         | 19         | 10         | 9          | CB              | -               | -               | -               | -               | -                  | -                  | -                  | -                  | -                  | A1/SP       | 12          | 3           | 5           | 4           | 50     | 22     | 15     | 13     | 44,00      | 2º (promos.) |
| Totale Mirassol | Totale Mirassol | Totale Mirassol | 71         | 35         | 18         | 18         |                 | -               | -               | -               | -               |                    |                    |                    |                    |                    |             | 12          | 3           | 5           | 4           | 83     | 38     | 23     | 22     | 45,78      |              |
| 2025            | Coritiba        | B               | 0          | 0          | 0          | 0          | CB              | -               | -               | -               | -               | -                  | -                  | -                  | -                  | -                  | -           | -           | -           | -           | -           | 0      | 0      | 0      | 0      | —          | da disputare |
| Totale Coritiba | Totale Coritiba | Totale Coritiba | 1          | 1          | 0          | 0          |                 | -               | -               | -               | -               |                    |                    |                    |                    |                    |             |             |             |             |             | 1      | 1      | 0      | 0      | 100,00&    |              |
| Totale carriera | Totale carriera | Totale carriera | 185        | 88         | 56         | 41         |                 | 25              | 8               | 9               | 8               |                    |                    |                    |                    |                    |             | 48          | 21          | 13          | 14          | 258    | 117    | 78     | 63     | 45,35      |              |

## Palmarès

### Giocatore
- Campionato Paranaense: 1

Coritiba: 1999
- Campionato Carioca: 2

Flamengo: 1999, 2000
- Taca Guanabara: 1

Flamengo: 1999
- Taca Rio: 1

Flamengo: 2000

### Allenatore
- Campionato Goiano: 1

Atlético Goianiense: 2023